# Friedrich Buchmann
Friedrich Buchmann (auch Fridrich Buchmann) (* 30. November 1595 in St. Gallen; † 22. Oktober 1670 ebenda) war ein Bürgermeister von St. Gallen (Schweiz).

## Leben
Friedrich Buchmann war der Sohn des Kaspar Buchmann.
Er war Mitglied der Weberzunft und von 1636 bis 1648 als Elfer Mitglied des Grossen Rats von St. Gallen sowie von 1649 bis 1663 als Zunft- und Altzunftmeister Mitglied des Kleinen Rats von St. Gallen.
Von 1651 bis 1663 war er Unterbürgermeister, in dieser Zeit war er auch als Vernehmer an den Hexenprozessen in St. Gallen beteiligt. 1663 erfolgte seine Wahl Wahl zum Bürgermeister und bis 1670 übte er dieses Amt sowie das des Altbürgermeisters und des Reichsvogts gemeinsam mit David Cunz, Hans Joachim Haltmeyer und Othmar Appenzeller (gewählt 1664) im Wechsel im Dreijahresturnus aus.
Friedrich Buchmann war seit 1619 mit Barbara, Tochter des Joachim Schlumpf, Elfer, verheiratet. Mit ihm starb das Geschlecht der Buchmann in St. Gallen aus.